# (5132) Maynard
(5132) Maynard es un asteroide perteneciente al cinturón de asteroides, descubierto el 22 de junio de 1990 por Henry E. Holt desde el Observatorio del Monte Palomar, Estados Unidos.

## Designación y nombre
Designado provisionalmente como 1990 ME. Fue nombrado Maynard en honor al Ingeniero en el programa Apolo, Owen E. Maynard, que desempeñó un importante papel para alcanzar el primer aterrizaje tripulado en la Luna. Ayudó a diseñar la nave espacial Apollo y supervisó el diseño de los módulos de servicio de mando y lunares. Dirigió el equipo que desarrolló los complejos planes de vuelo de la misión lunar. Como jefe de la División de Ingeniería de Sistemas, fue responsable de todos los aspectos de construcción y pruebas del hardware Apollo.

## Características orbitales
Maynard está situado a una distancia media del Sol de 2,674 ua, pudiendo alejarse hasta 2,978 ua y acercarse hasta 2,369 ua. Su excentricidad es 0,113 y la inclinación orbital 11,36 grados. Emplea 1597,26 días en completar una órbita alrededor del Sol.

## Características físicas
La magnitud absoluta de Maynard es 12,5. Tiene 11 km de diámetro y su albedo se estima en 0,218.